# Narycia crocotricha
Narycia crocotricha är en fjärilsart som beskrevs av Edward Meyrick 1910. Narycia crocotricha ingår i släktet Narycia och familjen säckspinnare. Inga underarter finns listade i Catalogue of Life.